# Randall Wallace
Randall Wallace (28 de juliol de 1949, Jackson (Tennessee), Estats Units) és un guionista, director i productor de cinema estatunidenc que es feu popular per ser el guionista de Braveheart el 1995. Com a director ha dirigit pel·lícules com L'home de la màscara de ferro, Quan érem soldats i Secretariat.

## Carrera
Wallace se n'anà a Hollywood però no per ser guionista, sinó lletrista de cançons, però començà a escriure alguns guions que agradaren al productor televisiu Stephen J. Cannell, per a qui treballà des de finals dels 80 a començaments dels 90.
L'èxit li va arribar amb el guió de Braveheart (1995), inspirat en un viatge que feu per Escòcia per conèixer les seves arrels. Allà hi descobrí la llegendària figura del patriota escocès William Wallace. El guió despertà l'interès de Mel Gibson, i es convertí en un dels grans èxits del 1995, guanyant l'Òscar a la millor pel·lícula i al millor director.
Wallace debutà com a director amb L'home de la màscara de ferro el 1998, amb un repartiment estel·lar: Leonardo DiCaprio, John Malkovich, Gabriel Byrne, Jeremy Irons i Gérard Depardieu. Poc després escrigué el guió per a Pearl Harbor (2001), dirigida per Michael Bay amb Ben Affleck, Josh Hartnett i Kate Beckinsale.
L'any següent dirigí la seva segona pel·lícula com a director, segona col·laboració amb Mel Gibson, la pel·lícula bèl·lica We Were Soldiers (2002).

## Filmografia
| Any  | Pel·lícula                                               | Director                                           | Productor | Escriptor | Actor | Notes                                    |
| ---- | -------------------------------------------------------- | -------------------------------------------------- | --------- | --------- | ----- | ---------------------------------------- |
| 1995 | Braveheart                                               |                                                    |           | X         |       | Guanyador—Writers Guild of America Award |
| 1995 | Braveheart                                               | Nominat—Academy Award for Best Original Screenplay |           | X         |       |                                          |
| 1995 | Braveheart                                               | Nominat—Golden Globe Award for Best Screenplay     |           | X         |       |                                          |
| 1996 | Dark Angel                                               |                                                    |           | X         |       | Telefilm                                 |
| 1998 | L'home de la màscara de ferro (The Man in the Iron Mask) | X                                                  | X         | X         |       |                                          |
| 2001 | Pearl Harbor                                             |                                                    | X         | X         |       | Nominat—Razzie                           |
| 2002 | Quan érem soldats (We Were Soldiers)                     | X                                                  | X         | X         |       |                                          |
| 2002 | The Rookie                                               |                                                    |           |           | X     | Texas Oilman                             |
| 2010 | Secretariat                                              | X                                                  |           |           |       |                                          |
| 2014 | Heaven Is for Real                                       | X                                                  |           | X         |       |                                          |
| 2016 | Hacksaw Ridge                                            |                                                    |           | X         |       | Filming                                  |